# Mogofores
Mogofores est une ancienne paroisse civile (freguesia) de la municipalité portugaise d'Anadia. Elle est fusionnée en 2013 au sein d'Arcos e Mogofores.

## Histoire
La loi no 11-A/2013 du 28 janvier 2013, portant réorganisation administrative du territoire des freguesias, fusionne Mogofores avec la paroisse voisine de Arcos pour former l’União das freguesias de Arcos e Mogofores (dont le siège est à Arcos).

## Population
En 2001, la population de Mogofores était de 875 habitants.